# 钢山街道
钢山街道，是中华人民共和国山東省济宁市邹城市下辖的一个乡镇级行政单位。

## 行政区划
钢山街道下辖以下地区：
孟庄社区、北关社区、西关社区、铁山社区、凤凰山社区、建业社区、昌平社区、龙山社区、苏家庄村、曾家沟村、岗山铺村、崇义村、程兰谷村、王兰谷村、前八里沟村、后八里沟村、汪家庄村、朱家山村、杨下村、李官庄村、杜家庄村和红新庄村。